# پروتکل کاربردی بی‌سیم

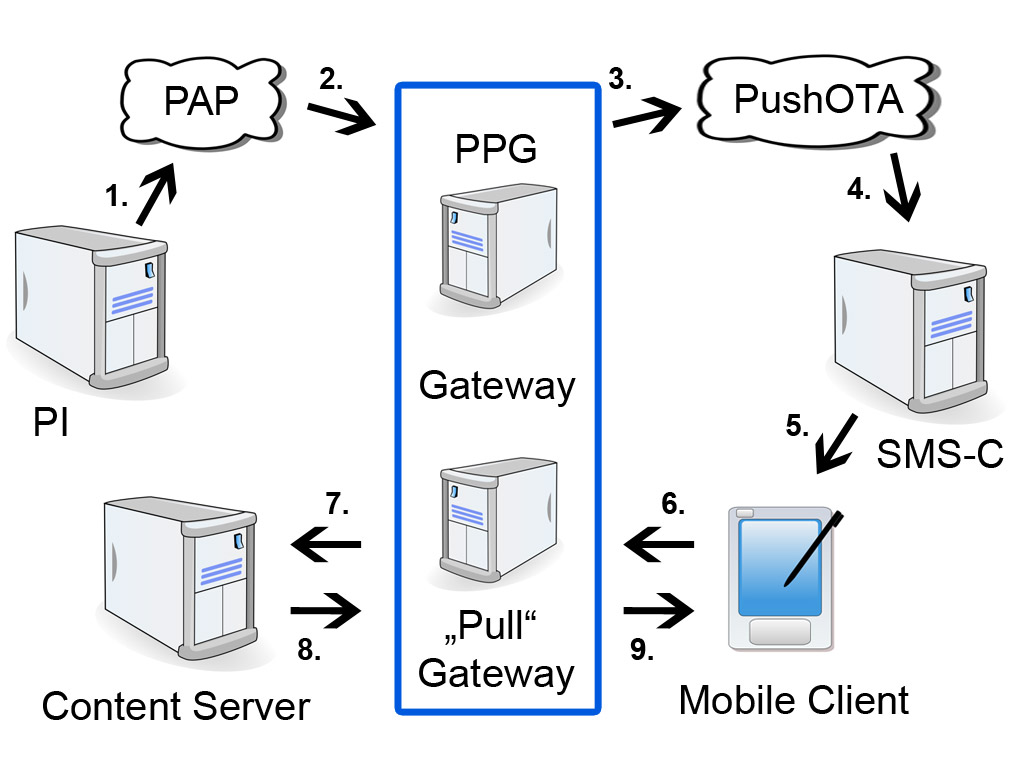
WAP یک نوع استاندارد بین‌المللی برای برنامه‌هایی که از ارتباط بی‌سیم استفاده میکنند.

پروتکل کاربردی بی‌سیم (به انگلیسی: Wireless Application Protocol، WAP) یک نوع استاندارد بین‌المللی برای برنامه‌هایی است که از ارتباط بی سیم استفاده می‌کنند. برنامه اصلی شامل دسترسی به اینترنت از طریق PDA می‌باشد. یک مرورگر WAP تمام این سرویس‌ها را ارائه می‌کند. ولی همکاری با توجه به کاهش محدودیت‌ها عملی شده‌است. سیستم ژاپنی i-mode نیز یک پروتکل رقابتی است. سایت‌های WAP می‌توانند نوشتاری باشند. تبدیل دینامیکی به WML می‌باشد. قبل از عرضه WAP، عرضه کنندگان فرصت کمی برای دسترسی به سرویس داده‌ای داشته‌اند. برنامه‌های فعال می‌توانند حامی این فعالیت‌ها باشند مانند:
- email از طریق موبایل
- ردیابی قیمت بازار سهام
- نتایج ورزشی
- عناوین خبری
- پیاده کردن موسیقی.

## ویژگی‌های فنی
پروتکل نرم‌افزاری یک پروتکل داده گرام WAP است که می‌تواند یک نوع لایه پذیرش در هر شبکه باشد مانند آنچه که در UDP دیده شد. این .

## تعمیرات و تکامل
WAP دارای چند طرح استحکامی در OMA می‌باشد این یک پوشش مجازی در رشد خدمات داده‌ای دارد.

### WAP ۲/۰
این یک مهندسی مجدد WAP با استفاده از نسخه XHTML می‌باشد. در نهایت HTTP نیز استفاده خواهدشد. یک WAP به همراه WAP ۲/۰ کاربرد وسیع دارد. در این سناریو از طرح استاندارد سرور استفاده می‌شود. نقش WAP شامل تغییر از یک ترجمه به اطلاعات بیشتر است.

### WAP PUSH
WAP PUSH دارای ویژگی حمایتی WAP می‌باشد. یک موبایل دستی دارای مداخله کمتر کاربر می‌باشد. این سیستم یک پیام کدگذاری شده‌است و شامل یک لینک با آدرس WAP می‌باشد. این سیستم در راس WTPP قرار دارد. به این طریق حمایت به صورت GPRS و SMS معرفی خواهد شد. در بیشتر شبکه‌های GSM چند پردازنده وجود دارد. فعالیت GPRS در این شرایط به صورت WAP ۱/۲ می‌باشد. فرایند خودکار نیز شامل دسترسی به محتویات WAP می‌باشد. این را SI گویند. این نوع شبکه‌ها می‌توانند بر یک IP یا SMSحمل شوند و در بعضی موارد آن را یک دریچه Pushproxy گویند.

## وضعیت تجاری
WAP در زمان ورود خود به کاربرها کمک کرد که WAP را با عملکرد وب توسعه دهند. مبارزات تبلیغاتی در این زمینه توسط کاربر saffing صورت گرفت. فضای اطلاعاتی مانند neuromancer می‌باشد. با توجه به سرعت و سهولت استفاده باید گفت توقعات زیاد نمی‌باشند. این عامل رشد عبارات کلیشه‌ای مانند پروتکل برنامه‌های بی ارزش می‌باشد. مدارهای پیشرفته در استفاده از WAP نقش مهم دارند. بعضی از آن‌ها مورد نقد قرار گرفته‌اند:
- زبان کلیشه‌ای WML که می‌تواند کاربر را از وب HTML دور کند. در این شرایط محتویات بومی WAP در اختیار کاربر وب قرار خواهند گرفت. دیگران معتقدند که این تکنولوژی نمی‌تواند ما را به برنامه مورد هدف برساند.
- ویژگی‌های نیازهای ترمینال:در استاندارد قدیمی WAP چندین ویژگی اختیاری توصیف شده‌است و ابزار تراکمی به درستی ترکیب خواهندشد. در نهایت قابلیت تغییر در رفتار واقعی عملی است. این مدل‌ها نمی‌توانند بیش از ۱KB باشند. رابط کاربر در بعضی شرایط به خوبی مشخص نمی‌شود و روند اجرایی ان به مدل‌های تلفن بستگی دارد.
- قابلیت محدود رابط کاربر:ترمینال‌هایی که صفحه نمایش کوچک و سیاه و سفید دارند. مانند ترمینال‌های قدیمی WAP، می‌تواند اطلاعات زیادی را در اختیار کاربر قرار دهند. توجه دقیق به تعریف رابط وابزار محدودیت منابع نیز مهم است.
- عدم وجود ابزار تألیف: این مسائل تحت اثر ابزار تألیف WAL حل خواهند شد. به این طریق می‌توان به یک طرح مشارکتی دست یافت. سازش با یافت اصلی نیز در چند مدل دیده شده‌است. این خود عامل دسترسی به قابلیت عمومی است. توسعه وب به آسانی عملی است. در این شرایط نیازهای WML نقش مهم در ترمینال دارند. تقاضای ترمینال‌ها با وجود عدم دسترسی به دسک تاپ جهانی می‌تواند زمان تکمیل پروژه را افزایش دهد. با این وجود این ابزار اکنون حامی XHTML هستند و برنامه‌هایی مانند Adobe Gorive را طراحی می‌کنند. رشد ابزار تدوین عامل مهم در دسترسی به این ابزار است.
- عدم وجود ابزار مناسب برای عامل:به این طریق نمی‌توان میزبان وب را مشخص کرد. این ابزار می‌توانند قوی تر باشند. هیچ نوع پایگاه مفیدی برای این قابلیت‌ها دیده شده‌است.

انتقادها دراین شرایط نسبت به فرایند اجرایی حامل WAP ارائه شده‌اند: 
عدم توجه به ارائه دهندگان بافت، بعضی از حامل‌های می‌توانند از استراتژی انتقال داده‌ای و ترمینال‌ها استفاده کنند، عرضه کنندگان باید به دنبال نشر خدمات خودبر اینترنت باشند و WAP را مفید سازند. ارائه دهندگان تحت اثر کمک‌های دیگران عمل خواهند کرد. این یک انگیزه رشد است. در ژاپن چندین مذاکره بین عرضه کنندگان صورت گرفته‌است و خدمات موفق WAP کم کم رشد یافته‌اند. 
- عدم وجود فرایند آزاد:بسیاری از حامل‌های بی سیم خدمات WAP را به فروش می‌رسانند کاربرها به این طریق خدمات WML را وارد اینترنت خواهند کرد. اولین صفحه می‌تواند دسترسی به بخش پرتابل را عملی کند. سرویس گیرندگان نیز از این طرح به دقت استفاده می‌کنند. با وجود مشکل ارزیابی URL باید کاربرها به دنبال یک راه حل باشند. پرتابل بی سیم می‌تواند یک فرصت برای رشد عملکرد مشتریان باشد. به این طریق مدیریت تجربیات و ابزار محدودسازی ایفای نقش خواهند کرد.

## طراحی پروتکل با کمک WAP
مباحث در مورد تناسب طراحی پروتکل WAP فراوان است. بعضی از افراد می‌گویند که رابهط ساده پهنای باد Gopher می‌تواند در هماهنگی بهتر با ابزار دیجیتالی شخصی (PPA) صورت گیرد. طرح اولیه WAP مورد توجه بسیاری از پروتکل‌های متفاوت بوده‌است. این خود عامل پیچیده کردن ابزار با توجه به استفاده IP می‌باشد. در مورد IP نیز طرح WAP ارجح است. پروتکل انتقال لایه‌ای WAP با کمک مکانیزم انتقال مجدد راه اندازی خواهد شد و UDP به دنبال حل مسئله بی کفایتی TCP در شبکه‌های اتلاف بسته‌ای است.